# Le Phénix (film, 1978)
Pour l’article homonyme, voir Le Phénix.
Pour le film d'animation de 1980, voir Phénix, l'oiseau de feu (film).
Pour plus de détails, voir Fiche technique et Distribution.
Le Phénix  (火の鳥, Hi no tori) est un film japonais réalisé par Kon Ichikawa, sorti en 1978. Ce film mélangeant prises de vue réelles et animation, est l’adaptation du manga homonyme de Osamu Tezuka,.

## Synopsis
Himiko, la reine de Yamatai, demande à ses subordonnés de rechercher le Phénix. Un oiseau légendaire qui donnerait la vie éternelle à ceux qui boivent son sang.

## Fiche technique
- Titre français : Le Phénix
- Titre français alternatif : Phénix, l’oiseau de feu[4]
- Titre original : 火の鳥 (Hi no tori?)
- Réalisation : Kon Ichikawa
- Réalisation des séquences avec effets spéciaux : Akiyoshi Nakano (ja)
- Scénario : Shuntarō Tanikawa, d'après le manga homonyme de Osamu Tezuka
- Photographie : Kiyoshi Hasegawa
- Montage : Chizuko Osada (ja) et Michiko Ikeda (ja)
- Société de production : Tōhō
- Musique : Jun Fukamachi
- Thème musical : Michel Legrand[5]
- Pays de production :  Japon
- Langue originale : japonais
- Format : couleur — 2,35:1 — 35 mm — son mono
- Genre : drame ; fantasy
- Durée : 137 minutes[5] (métrage : onze bobines - 3 764 m[5])
- Date de sortie : 
  - Japon : 12 août 1978[5]

## Distribution
- Tomisaburō Wakayama : Sarutahaiko
- Toshinori Omi : Nagi
- Mieko Takamine : Himiko
- Tatsuya Nakadai : Zingi
- Ken Tanaka : Takeru
- Tōur Emori : Susanō
- Jun Fubuki : Oro
- Takeshi Katō : Kamamushi
- Hideji Ōtaki : Sukune
- Reiko Ohara : Hinaku
- Mitsuko Kusabue : Iyo
- Masaya Oki : Uraji
- Junzaburō Ban : maître de magie
- Masao Kusakari : Yumihiko